# Jaworzynka (Silezië)
Jaworzynka is een dorp in de Poolse woiwodschap Silezië. De plaats maakt deel uit van de gemeente Istebna en telt 3196 inwoners.

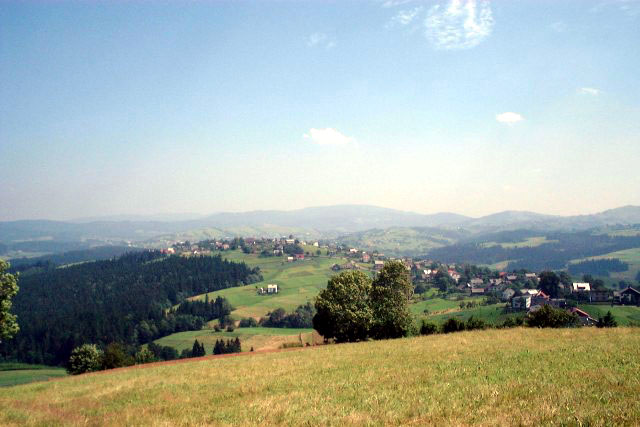
Jaworzynka